# 取次 (豊臣政権)
取次（とりつぎ）は、本来は伝達元と伝達先の間に介在して情報等を相互に伝達する行為やその役割に当たる者を意味する（取次 (歴史学)参照）。こんにち、豊臣政権における「取次」が豊臣政権研究にとって不可欠の考察対象となっており（詳細後述）、そのため本項では主に豊臣政権における取次について扱う。

## 「取次」の定義
戦国時代にも大名間の交渉に取次を置いて仲介させる慣習が広汎に存在していたが、1984年（昭和59年）に山本博文が発表した論文「家康の『公儀』占拠への一視点-幕藩制成立期の「取次」の特質について」以降、豊臣政権の研究における権力構造やその移行を考察する上で取次の存在が注目されるようになり、豊臣政権研究にとって不可欠の考察対象となった。
本項で取り扱う取次は、豊臣秀吉の独裁色の強い豊臣政権が、他の大名に対する統合・統制をおこなう上で政権と大名の間に介在させた特定の人物および彼らによって担われた機構である。彼らはまた「申次」や「指南」とも呼ばれた。
山本によれば、豊臣秀吉はある特定の人物に「諸大名への命令伝達や個々の大名を服属させ後見する」ことを公的に認めた。これが「取次」である。秀吉は、たとえば、東国における有力大名であった徳川家康や上杉景勝、あるいは側近の浅野長政（当時は浅野長吉と称した）らを「取次」としながら、関東地方・奥羽地方の諸大名に対し、一連の政策を進めていった。また、九州地方の大名に対する寺沢広高や毛利勝信、常陸国（茨城県）の大名佐竹氏や南九州の島津氏に対する石田三成も同様に「取次」の役割を担当した。
豊臣政権は職制の制度化が進まないうちに崩壊したため、「取次」の概念も定まっておらず、それ自体が議論の対象となっている。山本は、その機能によって「取次」概念をとらえ、取次的働きをした特定の人物をも「取次」と称しているが、一方、史料上で「取次」・「指南」と表記される場合に限り「取次」として扱うべきであるとの津野倫明による批判もある。それに対し、史料のうえで「取次」と表現されていても実態が豊臣政権における「取次」の概念とは異なり、戦国的な外交交渉を行う意味合いでの「取次」を指す場合があり、あるいは史料に現れても役割ではなく動詞としての「取り次ぐ」という意味で使われた場合もあるとの山本による再批判もあって、注意を要する。
豊臣政権の取次の中で特殊な位置づけにあるものとして、太閤秀吉と関白秀次の間の「取次」の問題がある。秀吉側は木下吉隆が、秀次側は駒井重勝が務め、通常秀吉の意向は秀吉→木下→駒井を経て秀次に伝えられ、反対に秀次の意向は秀次→駒井→木下を経て秀吉に伝えられた。石田三成や前田玄以と言った秀吉の有力な側近奉行が秀吉の「御諚」「仰出」「御意」を秀次側に伝えることもあったが、関白蔵入地の管理を担当していた前田玄以がやや数があるものの（反対に木下吉隆はこの分野だけはほとんど関わっていない）、石田三成らの関与は極めて少なく、秀吉から秀次への情報伝達はほぼ木下吉隆の独占であったと言える（反対に秀次から秀吉に対する情報伝達は秀次本人からのものが存在するが、家臣を介した場合にはほとんどが駒井重勝が行っている）。また、木下と駒井は秀吉と秀次の間で意見の相違がなどのトラブルが発生した場合には、相互の意見を調整して関係の円滑化を図っていた。更に円滑化の実現のために、両者間では彼らの判断で相手側の情報収集や相互の情報交換も行われるなど、相手側に深く食い込んでおり、その一端が駒井重勝が記した『駒井日記』によって明らかにされている。しかし、秀吉と秀次の関係が破綻して秀次が自害に至ると彼らの活動は致命傷となり、木下吉隆は秀次の「謀叛」に連座して薩摩国に流された後に殺害されている。この問題を研究した堀越祐一は、『駒井日記』に本来であれば秀吉とごく限られた周辺人物しか知ることが出来ない筈の秀吉の健康情報と思われる記述が複数見出せること（文禄3年4月17・22・24日各条など）、駒井重勝は秀吉の直臣への復帰を許されていることから、秀次事件に関して吟味を受けた駒井が相互の情報活動の実態について包み隠さず告白したことで、木下の機密漏洩（前述の健康問題はその最たるものと言える）が発覚し、粛清の対象になったのではないかと推測している。

## 豊臣政権における「取次」の役割
豊臣政権において「取次」は、諸大名への命令伝達、統一過程での服属促進、豊臣政権下での政策指導、軍勢や普請の動員や指揮といった役割を果たし、政権からその働きを公的に認められ、期待された最高級のメンバーであった。その構成は統一過程においては大大名があたり、統一が達成されたのちは秀吉側近へと構成が変化していく傾向にある。秀吉は、これら「取次」によって、ある特定人物と全国の諸大名との関係を親密にさせるいっぽうで、それぞれの大名を豊臣政権に取り込んでいった。
「取次」となる人物は単なる秀吉の意思伝達者ではなく、秀吉の発給した朱印状に対する奉書や副状（添状）に署名する権限などが与えられていた。豊臣政権における「取次」は、秀吉朱印状など公的命令を補足しつつ、そのいっぽうでそれぞれの大名と秀吉個人の関係が円滑なものとなるよう期待されていた。「取次」は、豊臣政権の方針を大名に強制することもあったが、大名からしてみれば、直接秀吉に叱責されて改易などの処罰に付されるよりは仲介者からの意見を受け入れて行動や内政等を改めた方がはるかにダメージが少なかった。この機構は、秀吉の立場からは、大名を服属させてみずからの軍役に編成することが容易にできるメリットがあった一方、大名の側からすれば、秀吉とのルートを保証する「命綱」ともなったのである。

### 「取次」と「指南」
「取次」となった人物は、豊臣政権の奉行人として大名の領国支配に干渉することがあり、場合によっては領国における大名権力の確立を支援することもあった。大名の立場から「指南」と称されることが多いのも、このような事情によっている。「指南」とは今日でいう行政指導であり、それぞれの大名は織豊系城郭の建築技術や太閤検地の施行方法などを「取次」から伝え授けられることによって近世大名への変貌を遂げることができた場合がある。
秀吉の姻戚でもあった側近の浅野長政は、陸奥国の大名伊達政宗にとって「御指南」に相当するところから、政宗は文禄5年（1596年）8月14日付の浅野長政宛書状で、万事について長政を頼み、その指示に対してはいかなる指示であってもしたがうつもりであった旨を書き送っている（『大日本古文書 伊達家文書之二』675号文書）。
しかし、同書状には、長政の「指南」には政宗の知行を自発的に秀吉に進上することまでを含んでおり、他の9か条の不満もあわせ掲げ、長政の「指南」には到底したがえないと結んでおり、彼に対する絶縁状となっている。この書状の内容によって、取次行為が、大名側からは秀吉の内意を受けての行為であると認識されていたことがうかがわれる。したがって、取り次ぐ相手（「御指南」）の意に沿わない行動をとった場合、それはただちに秀吉の知るところとなるだろうという恐怖心を大名側がいだいていたことも充分に考えられる。豊臣政権は、すべての事案が秀吉個人に収斂する体制となっており、「取次」にあたる人物が個々に大名を統制していたのである。
しかし、伊達政宗は、絶縁状の件によって秀吉から何ら処罰されていない。このことにより、「取次は制度ではなく慣習」であり、「取次という慣習の根底にあるものは知音関係」であるとの指摘もある。この指摘に対しては異論もあるが、「取次」ないし「指南」は、必ずしも豊臣政権中枢の政治組織として充分に整備されたものではなく、あくまでも秀吉個人と大名とのあいだを円滑なものとするために設けられた機構であった。

### 「御取次之筋目」
小牧・長久手の戦いののち、秀吉・家康の講和が成立してから小田原征伐によって後北条氏が没落するまでの数年間（1580年代後半）、秀吉は上杉景勝に対し、家康と談合して「関東之儀」（「御取次の儀」）にあたるよう命じ、その上杉に対しては増田長盛と石田三成が景勝との取次にあたらせている。秀吉の旧来の朋友であった加賀国（石川県）金沢城主前田利家も北陸・奥羽・東国の諸大名との仲介にあたっており、さらに、これら大大名による取次のみならず、富田知信・津田盛月・和久宗定・施薬院全宗らも取次として活動した。
こうした「取次」をめぐる重層的で複雑な関係は、山本博文によれば、いまだ戦時色が強く、諸大名の旗幟の定まらない段階における「手筋としての取次」=「御取次之筋目」（外交交渉のルート）が複数存在していることの現れであった。ここでの「取次」は、役割のうえでは戦国時代における交渉役と同じであり、その場合、交渉にあたる人物は交渉相手に献身することによって双方を良好な関係を築こうとすることも多かった。しかし、北条氏滅亡によって東国が平定され、天下一統が達成されると常陸国・下野国（栃木県）・安房国（千葉県）の諸大名に対して秀吉は増田長盛を「取次」にあて、特に佐竹氏に対しては長盛のほか石田三成をその任にあてるなど秀吉政権の奉行クラスに取次の任を担わせた。秀吉はやがて大名権力の内部に干渉して「指南」（指導）するなど、取次の役割と性質を変化させ、豊臣政権の公的な機構として運用した。

## 豊臣政権における「取次」の位置づけ
山本博文によって「豊臣政権の大名統制機構」として位置づけられた「取次」であるが、誰がどの大名の「取次」となるかを決め、任命したのは、秀吉であった。これに対し、豊臣政権の大老層の大名に対しては「取次」が存在しなかったという津野倫明の指摘がある。山本はこの指摘に対し、徳川氏・上杉氏・毛利氏・前田氏などの大老層は、大大名による連合政権であった豊臣政権においてその中心を構成しており、「取次」を経由することなく直接秀吉本人に話すことができ、なおかつ、秀吉自身もそうした地位と待遇を認めていたと説明している。言い換えれば、豊臣体制を構成する諸大名は、豊臣政権下にあって重層的な構造のなかにあった。そして、その重層構造の頂点に立っているのは秀吉個人だったのである。
伊達政宗が「御指南」であった浅野長政の個人的な見解を秀吉の内意と受けとめていたように、大名にとって「取次」となる人物のことばは秀吉その人のことばであった。諸大名は「取次」の背後にある秀吉の権威を畏怖しており、それゆえ「取次」となる人物への服従を余儀なくされていた。いっぽう、「取次」とされた人物に対し、秀吉自身が細かい指示を逐一あたえていたわけではなく、「取次」には秀吉の意をおしはかりながらも相手の顔も立てるような資質と才覚が求められていた。そうした資質や才覚に欠けると秀吉が判断したときは、「取次」役から外す、あるいは改易される場合さえあった。
したがって、必ずしも「取次」や「指南」の人物らによる合議の機関があったわけではなかった。また、複数の「取次」が一人の大名を相手にすることもあり、それぞれの指示や伝達がたがいに食い違うこともあった。「取次」は個々に秀吉に直結しながらも、それぞれの「取次」はたがいに分立しており、豊臣政権はこれらを統合する機関はもたなかった。豊臣政権の運営は秀吉個人の意志によって決定されていたのである。それゆえ、慶長3年（1598年）8月18日の秀吉の死去によって「取次」の体制が崩壊することは容易に予想され、それまで「取次」によって秀吉の意志を伝達していた豊臣政権が機能不全の状態に陥ることは不可避であった。

## 秀吉在世時における「取次」の例
- 1582年（天正10年）5月の高松城対陣（備中高松城の戦い）以降、中国地方への取次として黒田孝高・蜂須賀正勝が取次の任にあたり、中国国分交渉を行って毛利氏の服属を促進させた。1585年（天正13年）には紀州攻めにおいて同年3月に予定していた雑賀攻めの出陣命令を両者が伝えている。同年8月には四国攻めで降伏した伊予の諸城を両名が一度接収した後に領主となった小早川隆景への引き渡しを行っている。この後、正勝は四国取次となり、孝高は1591年（天正19年）ごろ失脚して中国取次としての動きが見られなくなった。関ヶ原の戦いにおける毛利家の分裂は、同時に、黒田・蜂須賀-吉川ラインと石田-安国寺ラインの対立でもあった[3]。取次内容については戦国的であり、豊臣政権の取次とは異なるとの批判がある[4]。
- 1582年（天正10年）から1585年（天正13年）の豊臣秀長の大和入国まで、伊藤掃部助が大和の領主である筒井順慶・定次の取次であったとされる。ただし史料的に「取次」と記録された文献資料はない[12]。
- 1585年（天正13年）に秀吉が関白となった頃から毛利氏に対しては豊臣秀長が取次的役割を果たしていたといわれる[6]。
- 1586年（天正14年）9月、家康服属前には上杉景勝に関東以北の取次が命ぜられた[6]。
- 1586年（天正14年）11月、徳川家康が秀吉に臣従し、上杉と相談の上で関東方面の取次が命ぜられた（ただし取次との史料なし）。その後、北条・伊達など関東以北の大名への働きかけは家康が中心となり上杉の関与は減っていった[6]。
- その他、家康の他にも富田一白、津田盛月、施薬院全宗、和久宗是らが取次として働いたが、家康同様に対伊達政策等で宥和的態度を取っており、石田三成・増田長盛などの強硬派と対立した。特に富田と津田は小田原征伐による決裂により失脚した[6]。
- 1586年（天正14年）、前田利家は南部信直の取次となり、服属を促進させた。後に取次は浅野長政となる[13]。
- 1587年（天正15年）に比定される6月文書では毛利輝元が備中の代わりに豊前・筑前・筑後・肥後の四カ国を与えられて九州取次となる構想が秀吉から示されたが実現せず、小早川隆景が伊予から筑前に転封されるに留まった[6]。
- 1587年（天正15年）に九州征伐が終わり、島津義久が服属すると石田三成と細川藤孝が取次となった。島津義弘は豊臣政権の軍役に応じない家臣の状況を三成へ訴え、恫喝を交えた催促を三成より引き出して戦国的分権状態から近世的な集権強化に利用している三成の家臣安宅秀安もたびたび島津に対して政策指導を行い、政権への動員等の対応を促進させている[6]。
- 1590年（天正18年）、北条滅亡後は蒲生氏郷が奥州方面の取次と位置づけられたと考えられ[6]、また1593年（文禄2年）まで増田長盛が下野・常陸・安房の大名への取次となった[14]。
- 統一過程を担当した大々名による取次は移行し、東国取次の浅野長政、九州取次の寺沢広高、佐竹・島津氏取次の石田三成等による秀吉側近による政権統合後の大名統制体制が整った[6]。
- 小西行長は宗義智や文禄・慶長の役で北九州の与力諸将を率いたことから、これらの取次であるといわれている[15]。しかし、単なる縁戚関係と現地の軍事指揮だけでは取次とは言えないとの指摘がある[6]。
- 1592年（文禄元年）に文禄の役が始まることから、九州大名や出兵大名に対して寺沢広高が取次の働きをしており、秀吉から命令を九州や朝鮮の大名へ取り次いでいる。他にも兵站命令を島井宗室、神屋宗湛などの商人に伝えることもあった。また、秀吉死後に五大老からの撤退命令を朝鮮所掌へ取り次いだのも広高であり、長崎奉行も兼任していたため豊臣政権末期において九州統治の枢要に存在した[6]。
- 1593年（文禄2年）11月、甲斐を宛われた浅野長政・幸長は伊達氏・南部氏らを与力として服属させ、取次を任された[6]。
- 1596年（文禄5年）伊達政宗が取次であった浅野長政に対して数々の対応不満を理由に絶縁状を送りつけ、取次関係を大名側から破棄した[6]。

## 秀吉死後の「取次」
慶長3年の秀吉死後、伏見城に入り政権を主導した徳川家康は東国取次の浅野長政を引退させた。また慶長4年（1599年）に日向国南部で起こった庄内の乱においても寺沢広高を介して鎮圧動員をかけるなど、取次を含む豊臣政権の統治機構を利用して、従来は疎遠であった九州方面への縁を深め、次第に勢力を増していった。庄内の乱では広高を利用するとともに家臣の山口直友を派遣して島津氏内部の調停を進め、慶長5年（1600年）の関ヶ原の戦い後は、直友を広高と入れ替わりに公的な取次に就け、家康家臣の小笠原一庵を長崎奉行に任命した。その他井伊直政、本多正信などが寺沢広高に代わって九州大名への取次を担った。このように、豊臣政権の取次はしだいに徳川政権の取次へと置き換えられていった。
ただし、関ヶ原の戦い前後の毛利輝元の書状表記を検討した研究によれば、合戦後の輝元と徳川家康の関係は戦争の勝者と敗者という関係にすぎず、豊臣政権下での優位性を獲得したのは家康の側だったものの、輝元自身は、家康の権力を「公儀」と位置づけたのでも、徳川家とのあいだに主従関係を取り結んだのでもないという意識のうえに立っていた。慶長8年（1603年）の家康の将軍任官によって武家社会の秩序は徳川家を中心にかたちづくられたかにみえるが、実際には豊臣家を中心に展開される秩序がまだ残存しており、輝元は本多正信らは単なる徳川家臣にすぎないとの見方に立った。こうした豊臣家を軸とする秩序が名実ともに失われたのは慶長20年（1615年）の大坂の陣の終戦後のことである。

## 歴史的意義
豊臣政権下においては、戦国期を通じて地域的な統合を実現した有力な戦国大名が数多く存続しており、全国政権としての広域的秩序の維持のためには、直接的な支配ではなく、かれら有力大名がもつ地域への影響力に依拠する局面も多かった。太閤検地などは、その好例である。これについては、池享が、豊臣政権は「一般的に考えられているほど中央集権的ではなく、権力編成的には国家連合あるいは複合国家と考えたほうがよい」と指摘しているが、「取次」の存在はこのような権力編成と深い連関をもっていた。
いっぽう、上述したように秀吉個人の意思は石田三成・浅野長政をはじめとする「取次」によって伝達されていたのであり、豊臣政権では「合議」による政治組織が中枢として機能していたわけではなかった。秀吉の死によって、その独裁体制が崩壊することは容易に予想されたのであり、死後も豊臣家による専制支配を維持するために「五大老」や「五奉行」の制が定められたのである。五奉行連署で諸事にあたったことが確認されるのも、秀吉の死の直前に至ってのことであった。
しかし、秀吉死後も豊臣家を柱とする秩序は一部にのこり、「取次」体制ものこった。秀吉死後の豊臣政権においては、徳川家康による「取次」の占拠がおこって、家康の大名統制はやがて徳川政権を成り立たせる基盤のひとつとなった。関ヶ原の戦い後は家康も政権の「取次」機構を占拠して、それを利用した。家康は、豊臣政権下で「取次」の任にあった寺沢広高を用いながらも、しだいに本多正信・井伊直政ら腹心の部下を「取次」に登用した。これを「出頭人政治」と称するが、家康の出頭人政治も秀吉の「取次」機構を用いた政治も、その本質においてはさほど変わりがなかった。
出頭人は、豊臣政権下の「取次」同様、主君の意志をおしはかり、みずから独自の判断で他の家臣に指示することもあったが、主君によって格別の恩寵と信任をうけているとみられていた彼らの言葉は主君その人の言葉と同様の権威を有していた。慶長10年（1605年）に将軍職を嫡男徳川秀忠に譲って、みずからは駿府城にしりぞいた家康は出頭人を仲立ちとして自身の意思を諸大名に伝えた。みずからの意思を直接大名に伝えなかったのは、江戸城にあった秀忠将軍の権威を損なわないための心づかいであった。いっぽうで出頭人は、中世末期から近世初期の当時にあっては、世襲されるものではなく一代限りの家臣ないし役職として理解されていたため、主君を失ったとき、その立場は一転して不安定なものとなった。正信の子で筆頭年寄として家康に近侍した本多正純は家康死後の元和8年（1622年）、宇都宮釣天井事件で失脚しているが、これは、豊臣政権下の「取次」として権勢をふるった石田三成が秀吉死後に没落したことと通底する事象であった。